# Desobediencia Civil (banda)
Desobediencia Civil es una banda musical de anarcopunk, originaria de México. Una de las bandas más influyentes de la escena independiente del país y ha llegado su fama a varios países de América Latina y a la población latina en Estados Unidos, debido a sus ideas libertarias, revolucionarias.

## Historia
Desobediencia civil es una banda de origen mexicano, surgida en la Ciudad de México en 1993, conformada por jóvenes punks en lucha, como parte del movimiento contracultural y punk libertario de finales del siglo XX en la capital del país. 
Sus músicos fundadores formaban parte de colectivos ácratas y de lucha por la liberación animal, por lo que desde sus inicios abrazaron también en la música las ideas libertarias. Sus influencias musicales son el punk, el hardcore, el thrash, así como música de protesta.
A pesar de no tener material grabado, la banda tomó fama rápidamente, por su combatividad, su fuerza e innovación musical y como parte del movimiento de protesta anarcopunk. Hasta la fecha, su música siempre ha estado ligada a la protesta y sus letras mantienen una fuerte crítica social, al capitalismo, el consumismo, las religiones, al sufrimiento animal y los gobiernos. 
De ideas antifascistas, llegaron a denunciar a la banda inglesa The Exploited por su simpatía con el fascismo.
También han expresado su apoyo a la lucha de liberación del pueblo en Palestina, a los pueblos migrantes, por la libertad de los presos políticos, su apoyo a Mumia Abu Jamal y a organizaciones a favor de los derechos de los animales, reivindicando el veganismo, el vegetarianismo, la solidaridad y la acción directa como formas de lucha. 
La música de esta banda va más allá de un mero estilo o género, con una práctica e ideología libertaria anarquista. 
Tiempo después grabaron varias maquetas, dos splits, un EP y en el 2001 lanzaron su primer álbum de estudio "No Hay Libertad Sin Desobediencia". Después del éxito alcanzado en la escena punk con este disco, la banda se separó, debido a que dos de sus integrantes tuvieron que emigrar a Estados Unidos por situaciones de trabajo.
En el 2008 se reunieron para dar una serie de conciertos solidarios en Estados Unidos y a partir de 2016 se reencontraron, con Poncho en la guitarra, Rubisel en la batería, Víctor, "Chomski", en la voz, junto a una nueva integrante femenina también vocalista y actualmente se encuentran en busca de un bajista. Y todos sus músicos mantienen a la par de sus presentaciones como banda, proyectos de lucha y difusión del arte y la cultura independientes.
Con la llegada de las nuevas plataformas digitales y las redes sociales, la banda con nuevos temas, a pesar de no haber sacado oficialmente nuevo material, ha alcanzado rápidamente fuerza y reconocimiento en la escena anarcopunk, con la difusión de sus videos de tocadas, grabados por el mismo público. Un retorno exitoso para Desobediencia Civil, con seguidores de nuevas generaciones y recuperando al público de sus inicios, actualmente se encuentran en gira en México y Latinoamérica, mientras preparan la salida de su nuevo material.

## Discografía
- Demo // Live En El Chopo
- ¿Cuánto Tiempo Más? 7"
- Split Con Pos-Guerra "¡Basta Bastardos!!! / Sohno Plebeu"
- No Hay Libertad Sin Desobediencia
- Ante Su Milagro Neoliberal Comp. (2 canciones)
- Ellos No Pueden Tomar Nuestra Música Comp. (3 canciones)
- Colectividad Fronteriza Comp. (1 canción)

## No Oficiales
- En Vivo En CCH Azcapotzalco
- Desobediencia Civil. México 2016
- Desobediencia Civil en sus inicios, años 90s
- Desobediencia Civil - No hay libertad sin desobediencia
- Desobediencia Civil Live 2017
- Live At Gilman Street, 2008
- Desobediencia Civil - La Rebelión De Las Piedras (Demo)
- Desobediencia Civil - Sangre De Inocentes (En El Exbalneario Olímpico, 1994)
- Desobediencia Civil en Oaxaca, en memoria de anarquista asesinado por la policía
- En vivo Oaxaca, "Enemigos de Dios"
- Desobediencia civil en Oaxaca, 2017

## Videografía
- DVD: En vivo en el ex-Balneario Olímpico, Querétaro y El Alicia.